# 댄 아티아스
다니엘 아티아스 (Daniel Attias, 1951년 12월 4일 ~ )는 미국의 텔레비전 드라마 감독이자 프로듀서이다. 프로듀서의 경력이 30년이 된 이래로 마이애미의 두 형사, 버버리 힐즈, 90210 등 황금시간대의 여러 작품을 제작했다. 주로 HBO의 제작 시리즈를 맡으며 더 소프라노스, 더 와이어, 식스 피트 언더, 투르 블러드, 엔토레지와 데드우드 등의 에피소드를 제작했다. '엔토레지'를 감독한 건으로 에미 상에 두번 후보에 오른 적이 있다.
첩보 드라마 앨리어스의 감독을 맡았으며 로스트의 두 개분 에피소드를 제작한 적도 있다.
2001년, 자녀 데이비드 아티아스가 차량으로 4명의 사상자를 내는 2001년 아이슬라 비스타 살인사건을 일으켰다. 이 사건으로 댄과 그의 아니 다이애나가 1991년산 Saab 9000을 운전하도록 허락하게 한 혐의로 민사 소송이 제기되었다. 이 고소건은 2003년 9월, 비밀리에 처리되었다.
유대인의 후손으로서, 2015년 8월 로스엔젤레스의 유대인 사회 구성원의 98명 중 한명으로서 미국과 이스라엘의 가장 큰 관심거리로서의 미국이 주도하는 6개의 강대국과 이란간의 핵 협정을 지지하는 공개 서한에 서명하였다.